# Wiederbelebung der US-amerikanischen Volksmusik

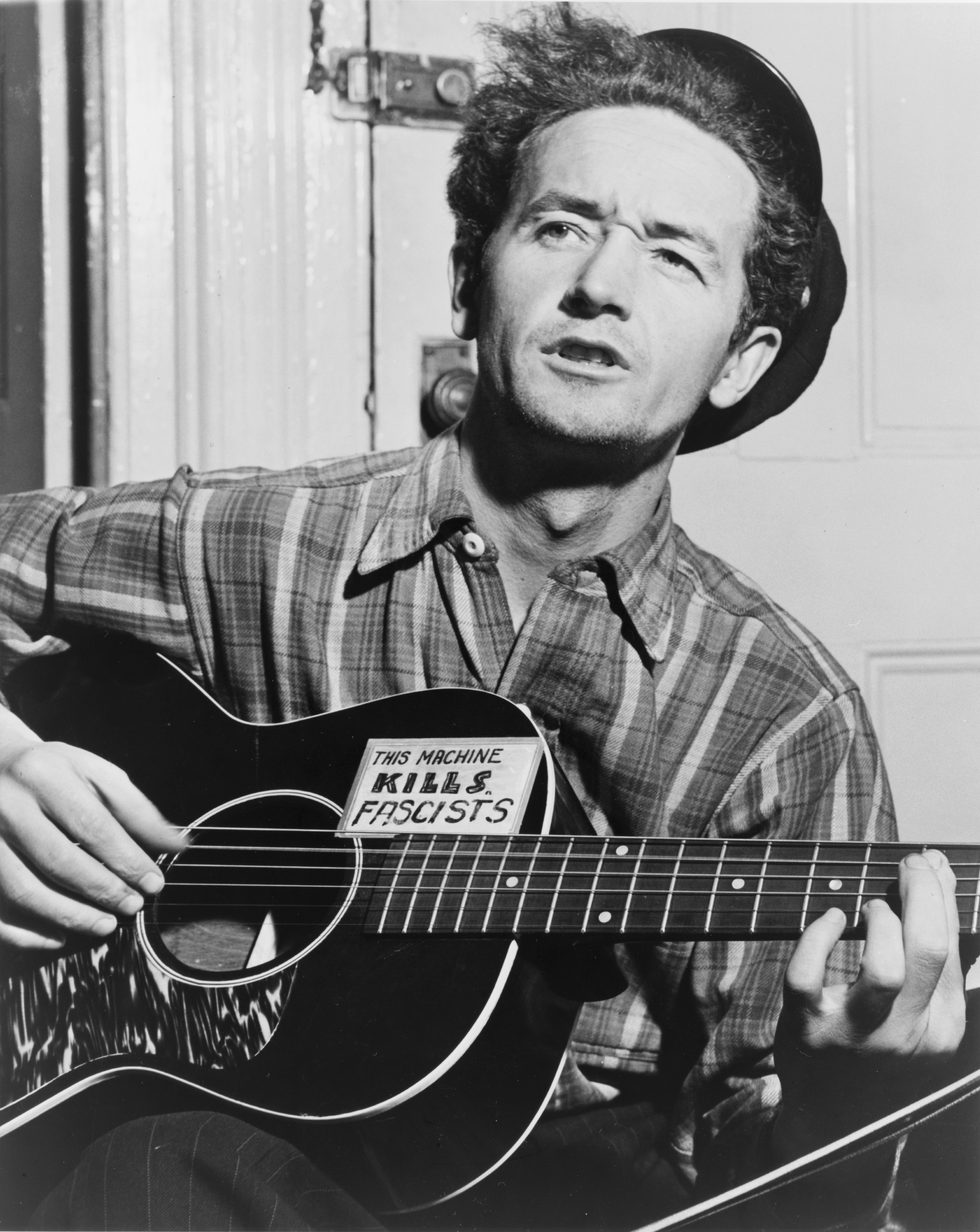
Woody Guthrie

Das Revival der amerikanischen Folkmusik begann in den 1940er Jahren und erreichte Mitte der 1960er Jahre seinen Höhepunkt. Seine Wurzeln reichen jedoch weiter zurück, und Interpreten wie Josh White, Burl Ives, Woody Guthrie, Lead Belly, Big Bill Broonzy, Richard Dyer-Bennet, Oscar Brand, Jean Ritchie, John Jacob Niles, Susan Reed, Paul Robeson, Bessie Smith, Ma Rainey und Cisco Houston hatten in den 1930er und 1940er Jahren eine begrenzte allgemeine Popularität genossen. Das Revival brachte Stile der amerikanischen Volksmusik hervor, die in früheren Zeiten zur Entwicklung von Country und Western, Blues, Jazz und Rock and Roll beigetragen hatten.

## Überblick

### Frühe Jahre
Das Folk-Revival in New York City hatte seine Wurzeln in dem in den 1940er Jahren wieder auflebenden Interesse an Square Dance und Folk Dancing, das von Tanzlehrern wie Margot Mayo gefördert wurde und Musikern wie Pete Seeger zu Popularität verhalf. Das Folk-Revival im Allgemeinen als populäres und kommerzielles Phänomen beginnt mit der Karriere von The Weavers, die im November 1948 von Pete Seeger, Lee Hays, Fred Hellerman und Ronnie Gilbert von People's Songs gegründet wurden, deren Präsident Seeger und Geschäftsführer Hays gewesen waren. People's Songs, das sich 1948–49 auflöste, war eine Sammelstelle für Lieder der Arbeiterbewegung (und insbesondere des CIO, der damals eine der wenigen, wenn nicht sogar die einzige Gewerkschaft war, die rassisch integriert war) und hatte 1948 all seine Ressourcen in die gescheiterte Präsidentschaftskampagne des Progressive Party-Kandidaten Henry Wallace gesteckt, einem Folk-Musik-Liebhaber (sein Kandidat war ein Country-Musik-Sänger und -Gitarrist). Hays und Seeger hatten zuvor gemeinsam in der von ihnen 1941 gegründeten politisch aktiven Gruppe Almanac Singers gesungen, zu deren Mitgliedern Woody Guthrie, Josh White, Lead Belly, Cisco Houston und Bess Lomax Hawes gehörten. Die Weavers hatten 1950 einen großen Hit mit der Single „Goodnight, Irene“ von Leadbelly. Dieser Song stand dreizehn Wochen lang auf Platz eins der Billboard-Charts, auf der anderen Seite war „Tzena, Tzena, Tzena“, ein israelischer Tanzsong, der gleichzeitig Platz zwei der Charts erreichte. Es folgte eine Reihe von Weaver-Hitsingles, die sich millionenfach verkauften, darunter „So Long It's Been Good to Know You“ („Dusty Old Dust“) (von Woody Guthrie) und „Kisses Sweeter Than Wine“. Die Karriere der Weavers endete abrupt, als sie aus dem Katalog von Decca gestrichen wurden, weil Pete Seeger in der Publikation Red Channels als mutmaßlicher Subversiver aufgeführt worden war. Radiosender weigerten sich, ihre Platten zu spielen, und Konzerthäuser sagten ihre Auftritte ab. Ein ehemaliger Mitarbeiter von People's Songs, Harvey Matusow, selbst ein ehemaliges Mitglied der Kommunistischen Partei, hatte das FBI darüber informiert, dass die Weavers ebenfalls Kommunisten waren, obwohl Matusow später widerrief und zugab, dass er gelogen hatte. Pete Seeger und Lee Hays wurden 1955 als Zeugen vor das Komitee für unamerikanische Umtriebe geladen. Trotzdem war ein von Harold Leventhal organisiertes Weihnachtskonzert der Weavers im Jahr 1955 ein voller Erfolg, und die 1957 erschienene Vanguard-LP dieses Konzerts gehörte zu den meistverkauften des Jahres, gefolgt von weiteren erfolgreichen Alben.
Die Folkmusik, die während der Roten Angst der 1950er Jahre oft mit dem Stigma linker Assoziationen behaftet war, wurde in den Untergrund gedrängt und von einer Handvoll Künstler getragen, die Platten veröffentlichten. Künstler wie Seeger, die vom Mainstream ausgeschlossen waren, traten nur noch in Schulen und Sommercamps auf, und die Folkmusikszene wurde zu einem Phänomen, das mit einer vage rebellischen Bohème in Orten wie New York (insbesondere Greenwich Village) und San Franciscos North Beach sowie in den College- und Universitätsvierteln von Städten wie Chicago, Boston, Denver und anderswo in Verbindung gebracht wurde.
Ron Eyerman und Scott Baretta vermuten das:
Interessant ist die Überlegung, dass die Folkmusik ohne die expliziten politischen Sympathien der Weavers und anderer Folksänger oder, anders betrachtet, ohne den hysterischen Antikommunismus des Kalten Krieges Anfang der 1950er Jahre sehr wahrscheinlich mit noch größerer Wucht in die amerikanische Mainstream-Kultur eingegangen wäre und die zweite Welle des Revivals fast ein Jahrzehnt später [d. h. in den 1960er Jahren] vielleicht überflüssig gemacht hätte.
Die Verdunkelung von Interpreten mit angeblichen kommunistischen Sympathien oder Verbindungen war so effektiv, dass Israel Young, ein Chronist des Folk-Revivals der 1960er Jahre, der durch sein Interesse an Volkstänzen in die Bewegung hineingezogen wurde, Ron Eyerman mitteilte, dass er selbst viele Jahre lang nichts von den Vorläufern der Bewegung in den 1930er und frühen 40er Jahren im linken politischen Aktivismus wusste.
Anfang und Mitte der 1950er Jahre wurden Folksongs mit akustischer Gitarrenbegleitung vor allem in Cafés, auf privaten Partys, bei Open-Air-Konzerten, in Singalongs, bei Hootenannies und bei Konzerten auf dem College-Campus gespielt. Die Volksmusik, die oft mit politischem Dissens in Verbindung gebracht wurde, verschmolz nun bis zu einem gewissen Grad mit der so genannten Beatnik-Szene, und engagierte Sänger von Volksliedern (sowie von Folk-beeinflusstem Originalmaterial) reisten durch den so genannten „Coffee-House-Circuit“ in den USA und Kanada, in dem auch Cool Jazz und Rezitationen sehr persönlicher Beatnik-Poesie zu hören waren. Zwei Sänger der 1950er Jahre, die zwar Folk sangen, aber in den Mainstream übergingen, waren Odetta und Harry Belafonte, die beide Lead Belly- und Josh White-Material sangen. Odetta, die als Opernsängerin ausgebildet worden war, sang traditionellen Blues, Spirituals und Lieder von Lead Belly. Belafonte hatte Hits mit jamaikanischem Calypso-Material sowie mit der volksliedhaften, gefühlvollen Ballade „Scarlet Ribbons“ (komponiert 1949).

### Die Wiederbelebung auf ihrem Höhepunkt
The Kingston Trio, eine von der Westküste stammende Gruppe, ließ sich in Stil und Auftreten direkt von den Weavers inspirieren und coverte einen Teil des überwiegend traditionellen Materials der Weavers. Das Kingston Trio vermied offenkundig politische oder Protestlieder und pflegte ein sauberes College-Image. Als sie in einem College-Club namens Cracked Pot spielten, wurden sie von Frank Werber entdeckt, der ihr Manager wurde und ihnen einen Vertrag mit Capitol Records verschaffte. Ihr erster Hit war eine umgeschriebene Version einer Old-Time-Folk-Mordballade, „Tom Dooley“, die auf dem Beerdigungskonzert von Lead Belly gesungen worden war. Der Song wurde 1958 mit Gold ausgezeichnet und verkaufte sich mehr als drei Millionen Mal. Der Erfolg des Albums und der Single brachte dem Kingston Trio bei der ersten Verleihung 1959 einen Grammy für die beste Country & Western Performance ein. Zu dieser Zeit gab es bei den Grammys noch keine Kategorie für Folk-Musik. Im darauf folgenden Jahr führte die National Academy of Recording Arts and Sciences eine Folk-Kategorie ein, was vor allem auf das Album The Kingston Trio und „Tom Dooley“ zurückzuführen war, und das Trio gewann den ersten Grammy Award für die beste ethnische oder traditionelle Folk-Aufnahme für sein zweites Studioalbum At Large. Laut der „Top LPs“-Hitparade des Billboard-Magazins war das Kingston Trio im November und Dezember 1959 fünf Wochen lang mit vier Alben gleichzeitig unter den zehn meistverkauften Alben – ein Rekord, der seit mehr als 50 Jahren unerreicht ist und damals in einer Titelgeschichte im Life-Magazin erwähnt wurde. Der enorme kommerzielle Erfolg des Kingston Trios, dessen Aufnahmen zwischen 1958 und 1961 mehr als 25 Millionen Dollar für Capitol Records einbrachten bzw. etwa 220 Millionen Dollar im Jahr 2021 Dollar, zog eine Reihe von Gruppen nach sich, die in mancher Hinsicht ähnlich waren, wie die Brothers Four, Peter, Paul und Mary, The Limeliters, The Chad Mitchell Trio, The New Christy Minstrels und andere. Wie der Kritiker Bruce Eder im All Music Guide feststellte, ermutigte die Popularität der kommerzialisierten Version der Folkmusik, die von diesen Gruppen vertreten wurde, die Plattenfirmen dazu, Künstler mit einer eher traditionalistischen und politischen Sensibilität unter Vertrag zu nehmen, aufzunehmen und zu fördern.
Auf die Popularität des Kingston Trios folgte die von Joan Baez, deren Debütalbum Joan Baez Ende 1960 die Top Ten erreichte und sich über zwei Jahre lang in den Billboard-Charts hielt. Baez' frühe Alben enthielten hauptsächlich traditionelles Material, wie die schottische Ballade „Mary Hamilton“, sowie viele Cover von melancholischen Liedern, die in Harry Smiths Anthology of American Folk Music erschienen waren, wie „The Wagoner's Lad“ und „The Butcher Boy“. Sie versuchte jedoch nicht, den Gesangsstil ihrer Vorbilder zu imitieren, sondern verwendete einen vollen Sopran mit Vibrato. Ihre Popularität (und die des Folk-Revivals selbst) brachte Baez im November 1962 auf die Titelseite des Time Magazine. Anders als das Kingston Trio war Baez offen politisch, und als die Bürgerrechtsbewegung an Fahrt gewann, schloss sie sich Pete Seeger, Guthrie und anderen an. Zusammen mit Seeger, Josh White, Peter, Paul und Mary sowie Bob Dylan gehörte Baez zu den Sängern, die 1963 bei Martin Luther Kings Marsch auf Washington auftraten und „We Shall Overcome“ sangen, ein Lied, das von People's Songs eingeführt worden war. Auch Harry Belafonte war bei dieser Gelegenheit anwesend, ebenso wie Odetta, die Martin Luther King als „die Königin der Volksmusik“ vorstellte, als sie „Oh, Freedom“ sang. (Odetta Sings Folk Songs war eines der meistverkauften Folk-Alben des Jahres 1963). Ebenfalls anwesend waren die SNCC Freedom Singers, deren Mitglieder später Sweet Honey in the Rock gründeten.
Die entscheidende Rolle, die die Freedom Songs bei den Wählerregistrierungskampagnen, den Freedom Rides und den Sitzstreiks an den Essensausgaben während der Bürgerrechtsbewegung in den späten 1950er und frühen 60er Jahren im Süden spielten, verschaffte der Folkmusik eine enorme neue Sichtbarkeit und ein neues Prestige. Die Friedensbewegung wurde ebenfalls durch den Aufstieg der Campaign for Nuclear Disarmament im Vereinigten Königreich, die gegen den britischen Test der Wasserstoffbombe im Jahr 1958 protestierte, sowie durch das sich immer weiter ausbreitende Wettrüsten und den zunehmend unpopulären Vietnamkrieg angeregt. Der junge Singer-Songwriter Bob Dylan, der Akustikgitarre und Mundharmonika spielte, wurde 1961 von dem Produzenten John Hammond unter Vertrag genommen und für Columbia aufgenommen. Dylans Platte erfreute sich einer gewissen Beliebtheit bei den Folkmusikfans in Greenwich Village, aber er wurde von einem weitaus größeren Publikum „entdeckt“, als Peter, Paul & Mary mit einer Coverversion seines Songs „Blowin' in the Wind“ einen Hit hatten. Dieses Trio machte auch Pete Seegers und The Weavers' „If I Had a Hammer“ landesweit bekannt und coverte auch Lieder anderer Künstler wie Dylan und John Denver.
Es dauerte nicht lange, bis die Kategorie Folk-Musik auch weniger traditionelles Material und mehr persönliche und poetische Schöpfungen einzelner Interpreten umfasste, die sich selbst „Singer-Songwriter“ nannten. Infolge des finanziellen Erfolgs kommerzieller Folk-Künstler begannen die Plattenfirmen, die Platten einer neuen Generation von Folk-Revival- und Singer-Songwritern zu produzieren und zu vertreiben: Phil Ochs, Tom Paxton, Eric von Schmidt, Buffy Sainte-Marie, Dave Van Ronk, Judy Collins, Tom Rush, Fred Neil, Gordon Lightfoot, Billy Ed Wheeler, John Denver, John Stewart, Arlo Guthrie, Harry Chapin und John Hartford, um nur einige zu nennen. Einige von ihnen waren aus familiären Gesangs- und Spieltraditionen hervorgegangen, andere nicht. Diese Sänger waren häufig stolz darauf, traditionelles Material in Anlehnung an den Stil der Originalsänger zu interpretieren, die sie entdeckt hatten, häufig durch das Hören von Harry Smiths berühmter LP-Zusammenstellung vergessener oder obskurer kommerzieller 78rpm-„Race“- und „Hillbilly“-Aufnahmen aus den 1920er und 30er Jahren, der Folkways Anthology of American Folk Music (1951). Eine Reihe von Künstlern, die diese alten Aufnahmen gemacht hatten, waren noch sehr lebendig und wurden „wiederentdeckt“ und zu den Newport Folk Festivals 1963 und 64 gebracht. So machte der Traditionalist Clarence Ashley die Folk-Revivalisten mit der Musik von Freunden bekannt, die noch aktiv die alte Musik spielten, wie Doc Watson und The Stanley Brothers.

### Archivare, Sammler und wiederveröffentlichte Aufnahmen
In den 1950er Jahren begann das wachsende Folk-Publikum in den Vereinigten Staaten, Platten älterer, traditioneller Musiker aus dem südöstlichen Hügelland und aus städtischen Innenstädten zu kaufen. Neue LP-Zusammenstellungen kommerzieller 78-rpm-Race- und Hillbilly-Studioaufnahmen, die bis in die 1920er und 1930er Jahre zurückreichten, wurden von großen Plattenfirmen veröffentlicht. Der expandierende Markt für LP-Schallplatten erhöhte die Verfügbarkeit von Volksmusik-Feldaufnahmen, die ursprünglich von John und Alan Lomax, Kenneth S. Goldstein und anderen Sammlern während der New-Deal-Ära in den 1930er und 40er Jahren gemacht worden waren. Kleine Plattenfirmen wie Yazoo Records entstanden, um neu aufgelegte ältere Aufnahmen zu vertreiben und neue Aufnahmen von den Überlebenden dieser Künstler zu machen. Auf diese Weise hörten viele weiße Stadtbewohner in den 1950er und 60er Jahren zum ersten Mal Country-Blues und insbesondere Delta-Blues, der 30 oder 40 Jahre zuvor von Folk-Künstlern aus Mississippi aufgenommen worden war.
1952 veröffentlichte Folkways Records die Anthology of American Folk Music, die von dem Anthropologen und Experimentalfilmer Harry Smith zusammengestellt wurde. Die Anthology enthielt 84 Songs von traditionellen Country- und Blues-Künstlern, die ursprünglich zwischen 1927 und 1932 aufgenommen worden waren, und wurde dafür geschätzt, dass sie jüngeren Musikern einen Großteil des Vorkriegsmaterials zugänglich machte. (Die Anthology wurde 1997 auf CD wiederveröffentlicht, und Smith wurde 1991 mit Verspätung mit einem Grammy Award für seine Leistung ausgezeichnet.)
Künstler wie die Carter Family, Robert Johnson, Blind Lemon Jefferson, Clarence Ashley, Buell Kazee, Uncle Dave Macon, Mississippi John Hurt und die Stanley Brothers, aber auch Jimmie Rodgers, Reverend Gary Davis und Bill Monroe erlangten mehr als nur einen regionalen oder ethnischen Ruf. Das Revival förderte eine enorme Fülle und Vielfalt an Musik zutage und verbreitete sie über Radiosendungen und Plattenläden.
Lebende Vertreter einiger regionaler und ethnischer Traditionen, darunter auch jüngere Interpreten wie die Südstaaten-Sängerin Jean Ritchie, die bereits in den 1940er Jahren erste Aufnahmen gemacht hatte, erfreuten sich dank der zunehmenden Entdeckung dieser Musik durch Enthusiasten ebenfalls einer neuen Beliebtheit und traten regelmäßig auf Folk-Festivals auf.

### Ethnische Volksmusik
Ethnische Folkmusik aus anderen Ländern erlebte während des amerikanischen Folk-Revivals ebenfalls einen Boom. Die erfolgreichsten ethnischen Interpreten des Revivals waren die Folksänger aus Greenwich Village, The Clancy Brothers und Tommy Makem, die vom Billboard-Magazin als elftbestverkaufte Folkmusiker in den Vereinigten Staaten gelistet wurden.
Die Gruppe, bestehend aus Paddy Clancy, Tom Clancy, Liam Clancy und Tommy Makem, sang vorwiegend englischsprachige, irische Folksongs sowie gelegentlich ein Lied auf Irisch-Gälisch. Paddy Clancy gründete und leitete auch das Folk-Label Tradition Records, das Odettas erste Solo-LP produzierte und Carolyn Hester zu nationaler Bekanntheit verhalf. 1961 spielte Pete Seeger Banjo auf ihrem für einen Grammy nominierten Album A Spontaneous Performance Recording, und Bob Dylan nannte die Gruppe später als einen wichtigen Einfluss auf ihn. Die Clancy Brothers und Tommy Makem lösten Mitte der 1960er Jahre auch in Irland einen Folk-Boom aus, der die weltweiten Auswirkungen des amerikanischen Folk-Revivals veranschaulichte.
Bücher wie der beliebte Bestseller Fireside Book of Folk Songs (1947), der zur Wiederbelebung des Volksliedes beitrug, enthielten auch Material in anderen Sprachen als Englisch, darunter Deutsch, Spanisch, Italienisch, Französisch, Jiddisch und Russisch. Die Repertoires von Theodore Bikel, Marais und Miranda und Martha Schlamme enthielten auch hebräisches und jüdisches Material sowie Afrikaans. Der erste große Hit der Weavers, die Kehrseite von Lead Bellys „Good Night Irene“ und selbst ein Verkaufsschlager, war auf Hebräisch („Tzena, Tzena, Tzena“), und sie und später auch Joan Baez, die mexikanischer Abstammung war, nahmen gelegentlich spanischsprachiges Material in ihr Repertoire auf, ebenso wie Lieder aus Afrika, Indien und anderen Ländern.
Das kommerziell ausgerichtete Folk-Revival in Kaffeehäusern, Konzertsälen, im Radio und im Fernsehen war überwiegend ein englischsprachiges Phänomen, obwohl viele der großen Pop-Folk-Gruppen wie The Kingston Trio, Peter, Paul und Mary, das Chad Mitchell Trio, The Limeliters, The Brothers Four, The Highwaymen und andere in ihren Aufnahmen und Auftritten Lieder in Spanisch (oft aus Mexiko), polynesischen Sprachen, Russisch, Französisch und anderen Sprachen sangen. Diese Gruppen sangen auch viele englischsprachige Lieder ausländischen Ursprungs.

### Rock fasst Folk zusammen
Die British Invasion Mitte der 1960er Jahre trug dazu bei, die Popularität der amerikanischen Folkmusik im Mainstream zu beenden, als eine Welle britischer Bands den größten Teil der amerikanischen Musikszene, einschließlich des Folk, überrollte. Ironischerweise lagen die Wurzeln der British Invasion im amerikanischen Folk, insbesondere in einer Variante, die als Skiffle bekannt und von Lonnie Donegan populär gemacht wurde; die meisten Bands der British Invasion waren jedoch bereits stark vom Rock ’n’ Roll beeinflusst, als ihre Musik die Vereinigten Staaten erreichte, und hatten nur noch wenig Ähnlichkeit mit ihren Folk-Ursprüngen.
Nachdem Bob Dylan 1965 begann, mit einer rockigen Rhythmusgruppe und elektrischen Instrumenten aufzunehmen (siehe Electric Dylan-Kontroverse), folgten viele andere noch junge Folk-Künstler diesem Beispiel. In der Zwischenzeit erhielten Bands wie The Lovin’ Spoonful und die Byrds, deren einzelne Mitglieder oft aus der Folk-Revival-Kaffeehaus-Szene stammten, Plattenverträge mit Folk-lastiger Musik, die mit einer Rockband-Besetzung gespielt wurde. Es dauerte nicht lange, bis der Appetit der Öffentlichkeit auf die eher akustische Musik des Folk-Revivals nachließ.
„Crossover“-Hits („Folksongs“, die zu festen Bestandteilen der Rockmusikszene wurden) kamen hin und wieder vor. Ein bekanntes Beispiel ist das Lied „Hey Joe“, das von dem Folk-Künstler Billy Roberts geschrieben und von dem Rocksänger und -gitarristen Jimi Hendrix aufgenommen wurde, als dieser 1967 gerade dabei war, seinen Durchbruch zu feiern. Die Hymne „Woodstock“, die von Joni Mitchell geschrieben und zum ersten Mal gesungen wurde, als ihre Platten noch fast ausschließlich akustisch waren und sie als „Folksängerin“ bezeichnet wurde, wurde eine Hitsingle für Crosby, Stills, Nash & Young, als die Gruppe eine reine Rockversion aufnahm.

### Erbe
In den späten 1960er Jahren war die Szene wieder zu einem eher unauffälligen Phänomen für Liebhaber geworden, obwohl in dieser Zeit in vielen Teilen Nordamerikas große jährliche Akustikmusik-Festivals stattfanden. Die Kaffeehaus-Szene für akustische Musik überlebte in kleinerem Rahmen. Durch die berühmten jungen Singer-Songwriter der 1960er Jahre hat das amerikanische Folk-Revival das Songwriting und die Musikstile in der ganzen Welt beeinflusst.

## Persönlichkeiten

### Bekannte Künstler
- Woody Guthrie ist vor allem als amerikanischer Singer-Songwriter und Folk-Musiker bekannt, dessen musikalisches Vermächtnis Hunderte von politischen, traditionellen und Kinderliedern, Balladen und improvisierten Werken umfasst. Bei seinen Auftritten trug er häufig den Slogan This Machine Kills Fascists auf seiner Gitarre. Sein bekanntestes Lied ist „This Land Is Your Land“. Viele seiner aufgenommenen Lieder sind in der Library of Congress archiviert.[16] In den 1930er Jahren reiste Guthrie mit Wanderarbeitern von Oklahoma nach Kalifornien und lernte unterwegs traditionelle Folk- und Blues-Songs, schrieb sie um und führte sie auf. Viele der Lieder, die er komponierte, handelten von seinen Erfahrungen in der Dust-Bowl-Ära während der Großen Depression, was ihm den Spitznamen „Dust Bowl Balladeer“ einbrachte.[17] Zeit seines Lebens stand Guthrie in Verbindung mit kommunistischen Gruppen in den Vereinigten Staaten, obwohl er nie offiziell der Partei beitrat.[18] In seinen späteren Jahren diente Guthrie als Aushängeschild der Folk-Bewegung und inspirierte eine Generation neuer Folk-Musiker, zu denen auch Mentorenbeziehungen zu Ramblin’ Jack Elliott und Bob Dylan gehören. Songwriter wie Bob Dylan, Phil Ochs, Bruce Springsteen, Pete Seeger, Joe Strummer und Tom Paxton haben Guthrie als ihren Einfluss anerkannt. Guthries Sohn, Arlo Guthrie, trat gegen Ende von Woodys Leben in die Folkszene ein und hatte selbst großen Erfolg.
- The Almanac Singers Die Almanac-Mitglieder Millard Lampell, Lee Hays, Pete Seeger und Woody Guthrie begannen 1940 informell zusammen zu spielen; die Almanac Singers wurden im Dezember 1940 gegründet.[18] Sie entwickelten einen treibenden, energiegeladenen Vortragsstil, der auf dem basierte, was sie als das Beste der amerikanischen Country-Stringband-Musik empfanden, schwarz und weiß. Sie entwickelten sich zu einer kontroversen, aktuellen Musik. Zwei der regelmäßigen Mitglieder der Gruppe, Pete Seeger und Lee Hays, wurden später Gründungsmitglieder von The Weavers.
- Burl Ives – als Jugendlicher brach Ives das College ab, um in den frühen 1930er Jahren als fahrender Sänger umherzuziehen und sich mit Gelegenheitsjobs und dem Spielen seines Banjos seinen Lebensunterhalt zu verdienen. Im Jahr 1930 hatte er eine kurze, lokale Radiokarriere bei WBOW Radio in Terre Haute, Indiana, und in den 1940er Jahren hatte er seine eigene Radioshow mit dem Titel The Wayfaring Stranger, benannt nach einer der beliebten Balladen, die er sang. Die Sendung war sehr populär, und 1946 wurde Ives als singender Cowboy in dem Film Smoky besetzt. Ives spielte später auch in anderen populären Filmen mit. Sein erstes Buch, The Wayfaring Stranger, wurde 1948 veröffentlicht.
- Pete Seeger hatte viele bedeutende Folk-Musiker (und Liedermacher mit Folk-Wurzeln) wie Woody Guthrie und Lead Belly kennengelernt und wurde von ihnen beeinflusst. Seeger engagierte sich in der Arbeiterbewegung und traf Woody Guthrie am 3. März 1940 bei einem Konzert der Wanderarbeiter zu „Grapes of Wrath“, woraufhin die beiden eine musikalische Zusammenarbeit begannen (zu der auch The Almanac Singers gehörten). Im Jahr 1948 schrieb Seeger die erste Version seines mittlerweile klassischen Buches How to Play the Five-String Banjo, das viele Banjospieler als ihren Einstieg in das Instrument betrachten.
- The Weavers wurden 1947 von Seeger, Ronnie Gilbert, Lee Hays und Fred Hellerman gegründet. Nachdem sie 1948 im Village Vanguard in New York debütiert hatten, wurden sie von dem Arrangeur Gordon Jenkins entdeckt und bei Decca Records unter Vertrag genommen, wo sie eine Reihe erfolgreicher, aber stark orchestrierter Einzelsongs herausbrachten. Die politischen Verbindungen der Gruppe in der Zeit der Roten Angst zwangen sie 1952 zur Auflösung; 1955 formierten sie sich neu und spielten eine Reihe von erfolgreichen Konzerten und Alben bei Vanguard Records ein. Ein fünftes Mitglied, Erik Darling, sprang gelegentlich in der Gruppe ein, wenn Seeger nicht verfügbar war, und ersetzte Seeger schließlich in The Weavers, als dieser wegen eines Streits über die Kommerzialität der Gruppe im Allgemeinen und die Aufnahme eines Zigarettenwerbespots im Besonderen aus dem Quartett austrat.[19]
- Josh White war ein authentischer Sänger des ländlichen Blues und der Folkmusik, ein Mann, der während der Jim-Crow-Jahre in South Carolina unter erbärmlichen Bedingungen geboren wurde. Als junger schwarzer Sänger wurde er zunächst als „The Singing Christian“ bezeichnet (er sang einige Gospelsongs und war der Sohn eines Predigers), nahm aber auch Bluessongs unter dem Namen Pinewood Tom auf. Später wurde er von John H. Hammond entdeckt und sowohl für Bühnenauftritte als auch für eine Karriere bei großen Plattenfirmen vorbereitet. Sein Repertoire umfasste neben ländlichem Blues und Gospel auch städtischen Blues, Jazz und Auszüge aus einem breiten Folk-Repertoire. Josh White erlangte in den 1940er Jahren eine sehr große Anhängerschaft und hatte großen Einfluss auf spätere Blueskünstler und -gruppen sowie auf die allgemeine Folk-Musikszene. Seine Pro-Justiz- und Bürgerrechtshaltung provozierte während der verdächtigen HUAC-Ära eine harte Behandlung, die seiner Karriere in den 50er Jahren ernsthaft schadete und ihn bis 1963 vom Fernsehen fernhielt. In Folk-Kreisen wurde er jedoch weiterhin respektiert und sowohl als musikalischer Held als auch als Bindeglied zu den Traditionen des ländlichen Südstaaten-Blues und des Gospel bewundert.
- Harry Belafonte, ein weiterer einflussreicher Künstler, der zum Teil von Paul Robeson inspiriert wurde, begann seine Karriere als Clubsänger in New York, um seinen Schauspielunterricht zu finanzieren. Im Jahr 1952 unterzeichnete er einen Vertrag mit RCA Victor und veröffentlichte sein erstes Album Mark Twain and Other Folk Favorites. Sein bahnbrechendes Album Calypso (1956) war die erste LP, die sich über eine Million Mal verkaufte. Das Album hielt sich 31 Wochen auf Platz eins, 58 Wochen in den Top Ten und 99 Wochen in den US-Charts. Es machte das amerikanische Publikum mit der Calypso-Musik bekannt und Belafonte wurde als „King of Calypso“ bezeichnet. Belafonte nahm in der Folge in vielen Genres auf, darunter Blues, American Folk, Gospel und mehr. Odetta sang „Water Boy“ und sang im Duett mit Belafonte „There's a Hole in My Bucket“, das 1961 die nationalen Charts eroberte.[20]
- Odetta Holmes – Ab 1953 nahmen die Sängerin Odetta und Larry Mohr einige Lieder auf. Die LP wurde 1954 als Odetta and Larry veröffentlicht, ein Album, das teilweise live in der Tin Angel Bar in San Francisco aufgenommen wurde. Odetta genoss eine lange und angesehene Karriere mit einem Repertoire aus traditionellen Liedern (z. B. Spirituals) und Blues bis zu ihrem Tod im Jahr 2008 und wurde als „die Stimme der Bürgerrechtsbewegung“ und „die Königin der amerikanischen Volksmusik“ (Martin Luther King Jr.) bekannt.[20]
- The Kingston Trio wurde 1957 in Palo Alto, Kalifornien, von Bob Shane, Nick Reynolds und Dave Guard gegründet, die gerade aus dem College kamen. Sie waren stark von den Weavers, dem Calypso-Sound von Belafonte und anderen Semi-Pop-Folk-Künstlern wie The Gateway Singers und The Tarriers beeinflusst. Der unerwartete und überraschende Einfluss ihres Hits „Tom Dooley“ (der sich fast vier Millionen Mal verkaufte und dem oft nachgesagt wird, dass er den Popmusik-Aspekt des Folk-Revivals einleitete)[21] und die beispiellose Popularität und die Albumverkäufe dieser Gruppe von 1957 bis 1963 (einschließlich vierzehn Top-Ten- und fünf Nummer-eins-LPs in den Billboard-Charts[22]) waren wichtige Faktoren bei der Schaffung eines kommerziellen und Mainstream-Publikums für Folk-Musik, das vor ihrem Auftauchen kaum existierte. Auf den Erfolg des Kingston Trios folgten weitere sehr erfolgreiche Pop-Folk-Bands der 60er Jahre, wie The Limeliters und The Highwaymen.
- Dave Van Ronk war eine wichtige Stütze der Szene, der so genannte „Bürgermeister der Macdougal Street“. Er war Mentor und Inspiration für Tom Paxton, Christine Lavin, Joni Mitchell, Ramblin' Jack Elliott und Bob Dylan (der Van Ronk als „den König, der im Village regierte“ bezeichnete).
- The Brothers Four: Ihr erstes Album, The Brothers Four, das gegen Ende des Jahres erschien, erreichte die Top 20. Weitere Höhepunkte ihrer frühen Karriere waren der Auftritt ihrer vierten Single „The Green Leaves of Summer“ aus dem John-Wayne-Film The Alamo bei der Oscarverleihung 1961 und ihr drittes Album BMOC: Best Music On/Off Campus, das die Top 10 erreichte. Sie nahmen auch den Titelsong für den Hollywood-Film Five Weeks in a Balloon (1962) und den Titelsong für die ABC-Fernsehserie Hootenanny auf.
- Phil Ochs ist vor allem für seine aktuellen Lieder wie „I Ain't Marching Anymore“ und „Draft Dodger Rag“ bekannt, aber er ist auch eine der Hauptfiguren der Antikriegsbewegung während des Vietnamkriegs. Phil startete eine Kundgebung in Los Angeles und schrieb ein Lied mit dem Titel „War is Over“, in dem er die Sache ausführlich beschreibt. Er schrieb auch eine Menge poetischer Musik, wie „When I'm Gone“ und „Changes“.
- Die Karriere von Joan Baez begann 1958 in Cambridge, Massachusetts, wo sie mit 17 Jahren ihr erstes Kaffeehauskonzert gab. Der Pop-Folk-Star Bob Gibson lud sie 1959 zum Newport Folk Festival ein, woraufhin Baez manchmal „die barfuß gehende Madonna“ genannt wurde und für ihre klare Stimme und ihren Drei-Oktaven-Bereich bekannt wurde. Im folgenden Jahr nahm sie ihr erstes Album für ein etabliertes Label auf – eine Sammlung von Klageliedern und traditionellen Folk-Balladen von den britischen Inseln, die sie mit der Gitarre begleitete. Ihre zweite LP-Veröffentlichung wurde mit Gold ausgezeichnet, ebenso wie ihre nächsten (Live-)Alben. Auf einer Platte interpretierte sie einen Song des damals noch unbekannten Bob Dylan. In den frühen 1960er Jahren rückte Baez in die vorderste Reihe des amerikanischen Folk-Musik-Revivals. Ihre persönlichen Überzeugungen – Frieden, soziale Gerechtigkeit, Armutsbekämpfung – spiegelten sich zunehmend in den aktuellen Liedern wider, die einen immer größeren Teil ihres Repertoires ausmachten, so dass Baez zu einem Symbol für diese besonderen Anliegen wurde.
- Bob Dylan trat oft mit Joan Baez auf und ging manchmal mit ihr auf Tournee, als sie noch hauptsächlich traditionelle Lieder sang. Da Baez einige von Dylans Liedern in ihr Repertoire aufnahm und Dylan sogar ihrem begeisterten Publikum vorstellte, einer großen Fangemeinde in der Folk-Szene, verhalf dies dem jungen Songwriter zu erster Anerkennung. Als Dylan 1962 seine erste LP aufnahm, hatte er bereits einen Stil entwickelt, der an Woody Guthrie erinnerte. Er begann, Lieder zu schreiben, die die „progressive“ Stimmung auf dem College-Campus und in den Kaffeehäusern einfingen. Obwohl es 1964 viele neue gitarrespielende Singer-Songwriter gab, kann man darüber streiten, dass Dylan schließlich der populärste dieser jüngeren Folk-Musik-Revival-Künstler wurde.
- Peter, Paul and Mary debütierten in den frühen 1960er Jahren und waren ein amerikanisches Trio, das schließlich zu einem der größten musikalischen Acts der 1960er Jahre wurde. Das Trio bestand aus Peter Yarrow, Paul Stookey und Mary Travers. Sie waren eine der wichtigsten Folkmusik-Fackelträger der sozialkritischen Musik der 1960er Jahre. In den 1960er Jahren gewannen sie fünf Grammy Awards. Im Laufe des Jahrzehnts nahm ihre Musik immer mehr Pop- und Rockelemente auf.
- Judy Collins, liebevoll „Judy Blue Eyes“ genannt, debütierte in den frühen 1960er Jahren. Zunächst sang sie traditionelle Folksongs oder Lieder, die von anderen geschrieben wurden – insbesondere von den Protestdichtern dieser Zeit wie Tom Paxton, Phil Ochs und Bob Dylan. Sie nahm auch ihre eigenen Versionen wichtiger Songs dieser Zeit auf, wie etwa „Mr. Tambourine Man“ von Dylan, „Someday Soon“ von Ian Tyson und „Turn, Turn, Turn“ von Pete Seeger.
- The Smothers Brothers, bestehend aus Tom und Dick Smothers, nutzten Comedy, um in ihrer CBS-TV-Varietéserie (1967–1969) Folk-Musik zu fördern und gleichzeitig sozialen Protest gegen den Vietnamkrieg und andere Themen zu artikulieren. Sie hatten viele bemerkenswerte Musikgäste wie den auf der schwarzen Liste stehenden Folk-Sänger Pete Seeger.
- Barbara Dane kam ursprünglich vom Blues sowie dem Old-Time-Jazz und hatte sich, protegiert unter anderem von Louis Armstrong und Lightnin’ Hopkins, bereits in den 1950er-Jahren als Künstlerin in diesen Richtungen etabliert. Stark geprägt durch die US-amerikanische Arbeiterbewegung sowie deren Tradition des Protestlieds, schloss sie sich Anfang der 1960er der zunehmend populärer werdenden Hootenanny-Bewegung an. Dane war mit einer Reihe namhafter Folkinterpreten bekannt (wie zum Beispiel Pete Seeger und Joan Baez) und trug in die Bewegung einen explizit linken, auf die laufende Bürgerrechtsbewegung sowie die gegen den Vietnam-Krieg gerichtete Haltung hinein. Bekannte Titel von ihr waren teils Folksong-Traditionals (wie beispielsweise Nine Hundred Miles und Don’t Sing Love Songs), teils gospelartige, im Stil etwa von Nina Simone vorgetragene Jazznummern wie etwa ihr Hit I’m on my Way.

### Andere Künstler
- Eric Andersen
- Leon Bibb
- David Blue
- David Bromberg
- Bud & Travis
- Guy Carawan
- Johnny Cash
- Harry Chapin
- Sam Charters
- Guy Clark
- Paul Clayton
- John Cohen
- Leonard Cohen
- Shawn Colvin
- Elizabeth Cotten
- Karen Dalton
- Erik Darling
- John Denver
- Donovan
- Ramblin' Jack Elliott
- Logan English
- Even Dozen Jug Band
- Mimi Fariña
- Richard Fariña
- Jackson C. Frank
- The Freedom Singers
- Gale Garnett
- Gateway Singers
- Bob Gibson
- Cynthia Gooding
- The Greenbriar Boys
- David Grisman
- Stefan Grossman
- John P. Hammond
- Tim Hardin
- Richie Havens
- Lee Hays
- John Herald
- Carolyn Hester
- Joe Hickerson
- The Highwaymen
- David Holt
- The Holy Modal Rounders
- Cisco Houston
- Janis Ian
- Skip James
- Joe and Eddie
- Lisa Kindred
- Peter La Farge
- Bruce Langhorne
- Gordon Lightfoot
- The Lovin’ Spoonful
- Ewan MacColl
- Ed McCurdy
- Roger McGuinn
- Maria Muldaur
- Geoff Muldaur
- Jo Mapes
- Joni Mitchell
- Bob Neuwirth
- New Lost City Ramblers
- Tom Paxton
- Malvina Reynolds

- Fritz Richmond
- Gil Robbins
- The Rooftop Singers
- Dick Rosmini
- Tom Rush
- Tony Saletan
- John Sebastian
- Mike Seeger
- Peggy Seeger
- The Serendipity Singers
- Simon & Garfunkel
- Patrick Sky
- Rosalie Sorrels
- The Tarriers
- Artie Traum
- Happy Traum
- Ian and Sylvia
- Eric Von Schmidt
- The Washington Squares
- Doc Watson
- Gillian Welch
- Robin and Linda Williams
- Glenn Yarborough

### Manager
- Albert Grossman
- Harold Leventhal
- Victor Maymudes
- Fred Weintraub
- Frank Werber

## Veranstaltungsorte
- The Bitter End
- Cafe Au Go Go
- Caffè Lena
- Cafe Wha?
- Calliope: Pittsburgh Folk Music Society
- Club Passim
- Eighth Step Coffee House
- Gate of Horn
- Gerdes Folk City
- The Gaslight Cafe
- Hungry i
- The Ice House
- The Main Point
- The Purple Onion
- Shaker Village Work Group
- The Tin Angel
- The Troubadour
- Village Vanguard

## Zeitschriften
- Breitseite
- Volkslieder
- Sing out!